# Catedral d'Ely
La Catedral d'Ely o Església Catedral de la Santa i Indivisible Trinitat d'Ely és l'església principal d'Ely a Cambridgeshire, Anglaterra, i la seu del bisbat d'Ely. Se la coneix localment com "la nau dels Fens" a causa de la seva forma prominent que s'eleva sobre el paisatge pla i aquós circumdant.

## Història

### Edificis previs
La primera església cristiana en aquest lloc va ser fundada per Santa Æteldreda, filla del rei anglosaxó Anna de l'Ànglia Oriental, qui va néixer el 630 a Exning, a prop de Newmarket, Suffolk. Eteldreda hauria adquirit terres a Ely pel seu primer espòs Tondberto, descrit per Beda com un "príncep dels Gyrwas". Després del final del seu segon matrimoni amb Egfrid, rei de Northúmbria, va establir i va governar un monestir a Ely el 673 i, quan va morir, es va construir un sepulcre en la seva memòria.
Es creu que el monestir va ser destruït durant les invasions daneses de finals del segle ix, junt amb el que és actualment la ciutat d'Ely; tanmateix, mentre l'assentament laic de l'època hauria estat menor, és possible que una església sobrevisqués allà fins a la seva refundació el segle x.
El 970, Athelwold, bisbe de Winchester, va construir i va dotar al lloc un nou monestir benedictí, en una ona de refundacions monàstiques que van incloure localment Peterborough i Ramsey. Aquest monestir es va convertir en catedral el 1109, després que fos creada una nova Diòcesi d'Ely amb terres preses de la diòcesi de Lincoln.

### L'edifici actual

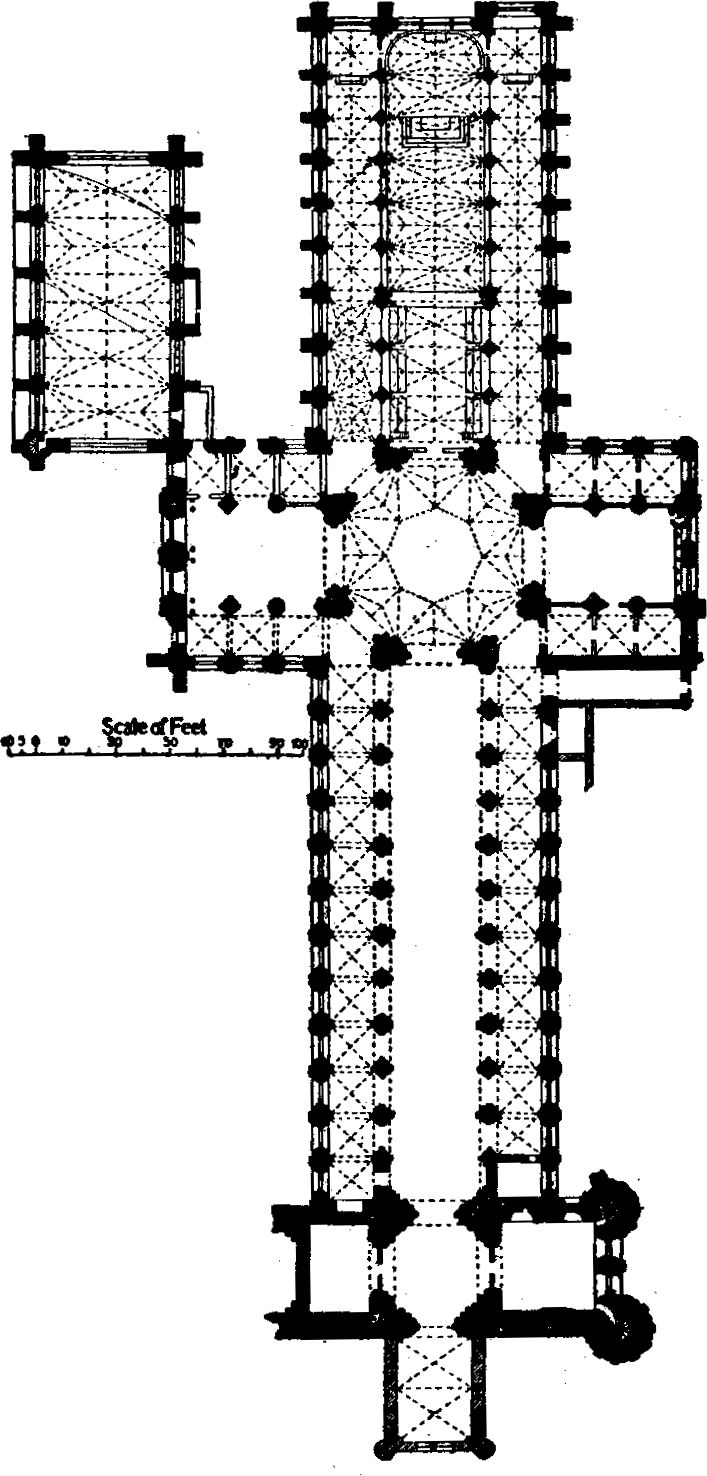
Pla de la catedral.

La construcció de la catedral actual va ser iniciada per l'abat Simeó (1082- 1094, germà de Walkelin, el llavors bisbe de Winchester) durant el regnat de Guillem I d'Anglaterra el 1083. L'edificació va continuar amb el successor de Simeó, l'abat Richard (1100- 1107). L'església anglosaxona va ser demolida, però algunes de les seves relíquies, com les restes dels seus benefactors, van ser traslladades a la catedral. Els transseptes principals van ser construïts en època tan primerenca, travessant la nau per sota d'una torre central, i conformen la part més antiga de la catedral.
La catedral va ser aixecada amb pedres portades de Barnack a Northamptonshire (comprada a la Catedral de Peterborough, les terres del qual incloïen les pedreres), i elements en marbre de Purbeck. La planta de l'edifici té una forma de creu, amb l'altar ubicat en l'extrem oriental. El llarg total de l'església és de 163,7 m, amb una nau de 75 m de llarg, que és la més llarga de la Gran Bretanya.

#### Estructures

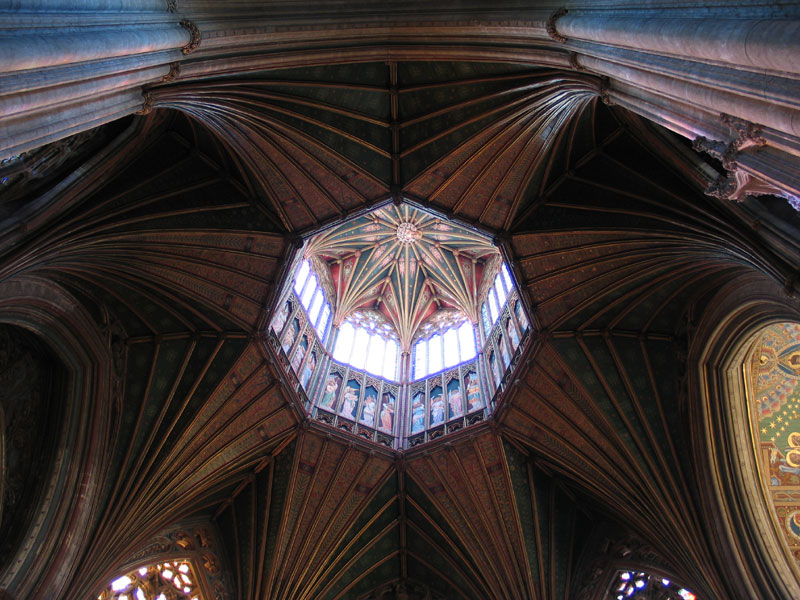
Llanterna de l'Octàgon.

- La Torre Occidental va ser construïda entre els anys 1174 i 1197 i l'estil romànic del front occidental en conjunt mostra que va ser edificat al segle xii, encara que compta amb l'afegit posterior de la portada (1198- 1215). La torre occidental mesura 66 metres d'alt.
- L'Octàgon (1322- 1349) de la catedral es tracta d'una de les obres més espectaculars de l'estil decorat anglès, un estil en el qual l'arquitectura i escultura estaven molt lligades per l'ús del calat, que era emprat tant per decorar finestres com parets. L'estructura va ser aixecada després de l'enfonsament de la torre anglo-normanda del creuer (1322). Es va crear un ampli espai octogonal amb l'estructura de les pilastres en pedra i les voltes i la llanterna en fusta (de 23 m d'ample per 52 m d'alt). Es va tractar d'una solució tècnica original, ja que els murs es van perforar amb una immensa arcada en primer nivell i amb una obertura d'iguals dimensions en el segon, amb una disposició en diagonal. La llanterna va ser una excel·lent solució que va permetre cobrir, il·luminant-lo, l'ampli creuer. Sembla que en el complex projecte va intervenir el mateix Alan de Walsingham, que a més de ser un hàbil orfebre va ser el monjo que va fer l'encàrrec. Per unificar l'espai es va realitzar una obra de fusteria de fusta, inicialment pintada imitant la pedra, el responsable de la qual va ser William Hurley, ebenista de la cort. Originalment, els seients del cor estaven situats just sota de l'Octàgon.
- Adjunta al transsepte nord es troba la Capella de la Verge construïda entre 1321 i 1349 en l'estil decorat per Alan de Walsingham.
- El transsepte nord-occidental es va esfondrar al segle xv i mai no va ser reconstruït, quedant encara la seva empremta a l'exterior.

### Història posterior

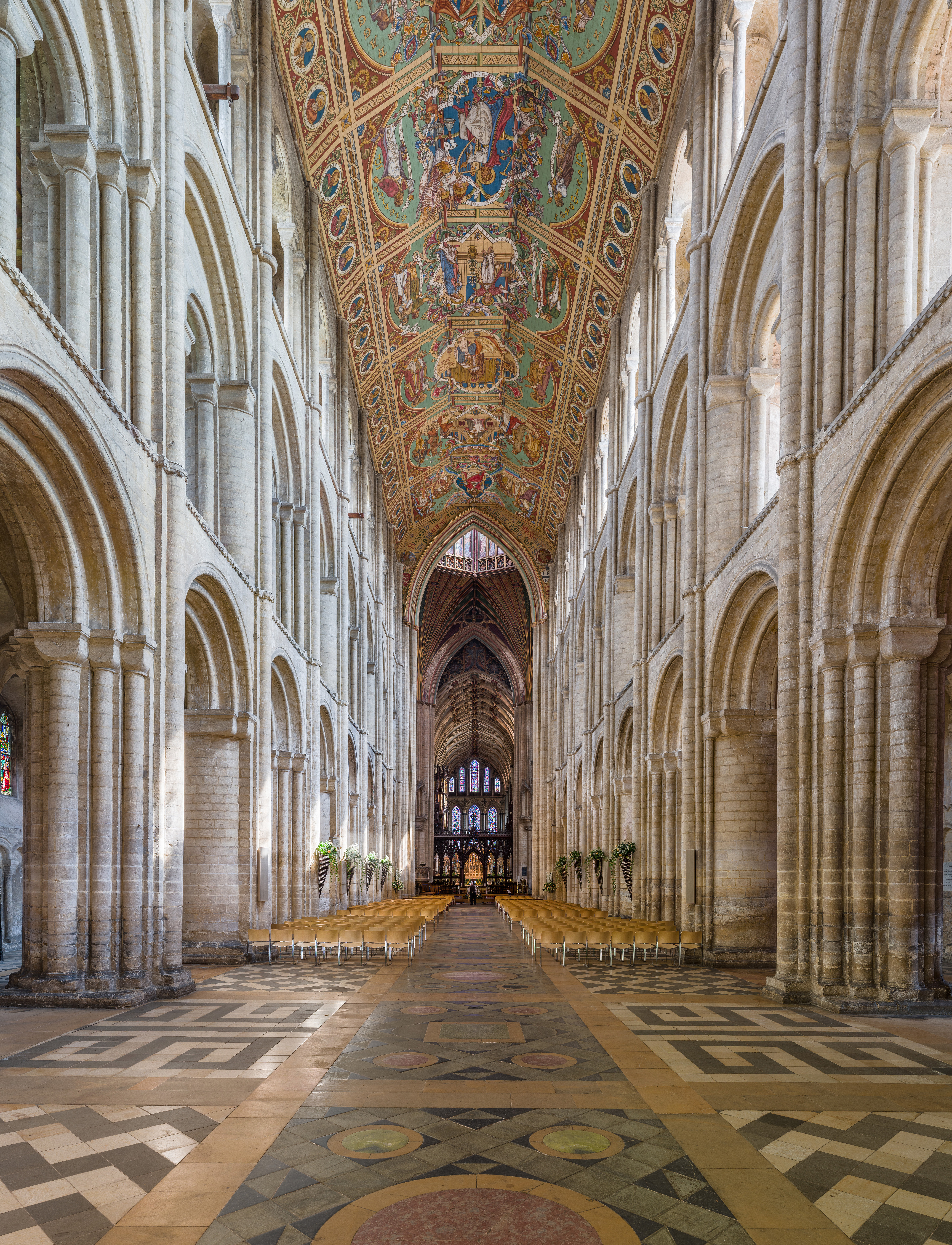
Nau de la Catedral de Ely.

El 1539, durant la dissolució dels monestirs duta a terme per Enric VIII d'Anglaterra, la catedral va sofrir sol danys menors, però el sepulcre de Santa Etheldreda va ser destruït. La catedral va ser refundada el 1541, encara que moltes de les estàtues van ser fetes malbé.
El bisbe d'Ely a mitjan segle xvii va ser Matthew Wren, el nebot del qual Christopher Wren va ser responsable de la construcció d'un pòrtic gòtic que data dels anys 1650, al front nord de la catedral.
L'edifici de la catedral ha estat objecte de diversos projectes de restauració importants:
1. el segle xviii, sota la supervisió de James Essex.
2. el 1839, sota la conducció George Peacock, amb l'arquitecte George Gilbert Scott. En aquesta restauració es va afegir un sostre de fusta pintada a la nau.
3. de 1986 a 2000.

Actualment, l'edifici es troba en ús actiu i acull una col·lecció de vitralls que daten des del segle xiii fins al present, que és d'importància nacional. Així mateix, inclou obres d'artistes contemporanis notables, com Ervin Bossanyi, entre d'altres.

## Música
- El compositor Christopher Tye va treballar a la catedral d'Ely entre 1543 i 1561, primer com a mestre de cor i a partir de 1543 també com a organista.
- El compositor Harold Carpenter Lumb Stocks (1884-1956) en fou durant tres anys organista.[6]

## En la cultura popular
- La catedral apareix de manera destacada a la caràtula de l'àlbum de Pink Floyd de 1994, The Division Bell.
- Diversos àlbums corals de John Rutter presenten la catedral, una referència als seus inicials enregistraments que van ser gravades en una capella de l'església.
- Directes referències a la Catedral d'Ely apareixen al llibre per a nens El jardí de mitjanit de Philippa Pearce, amb una versió fílmica el 1999.
- Una secció de la pel·lícula Elizabeth: L'edat d'or va ser filmada a la catedral.
- La filmació de la pel·lícula The Other Boleyn Girl va tenir lloc a la catedral l'agost de 2007.

## Galeria d'imatges

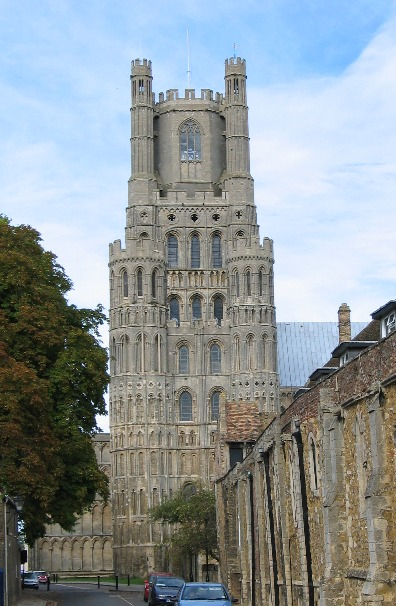
Torre occidental de la Catedral d'Ely.
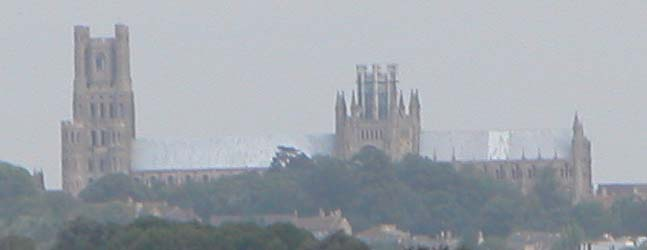
Vista en la distància de la catedral.
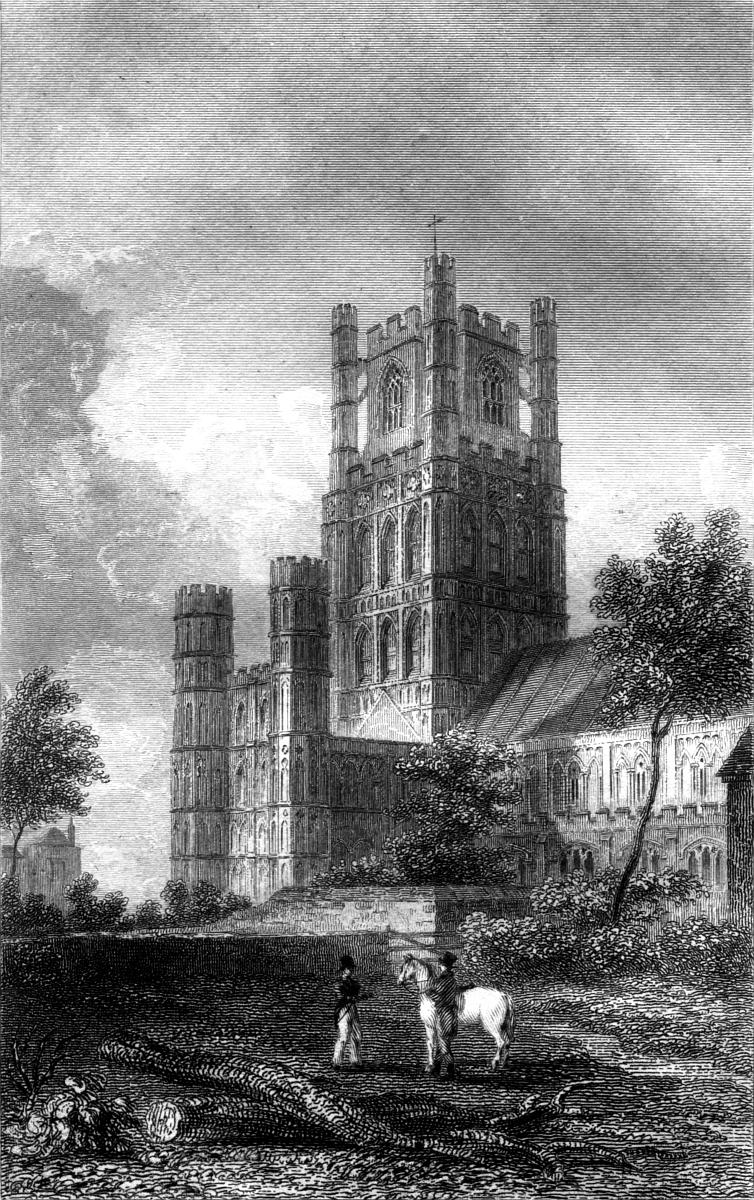
Gravat de la Catedral d'Ely, ca. 1830.
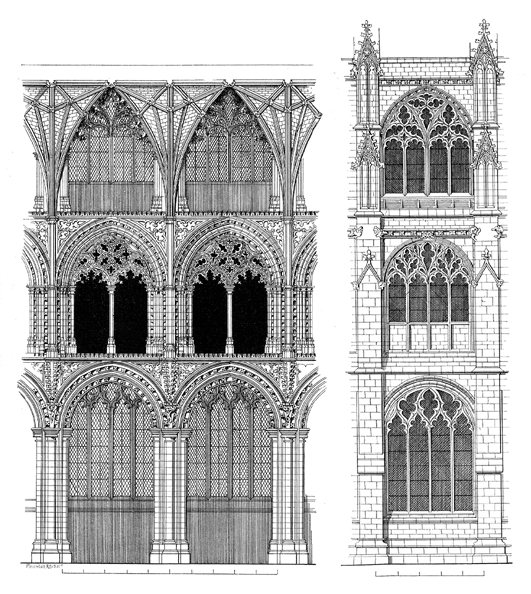
Elevacions interior i exterior.
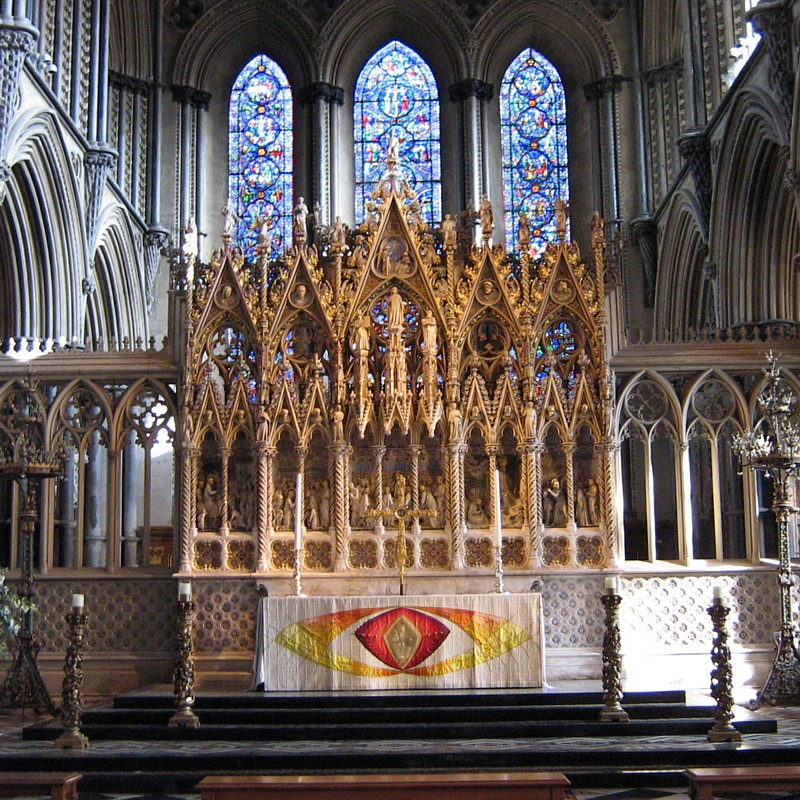
Altar major de la catedral.
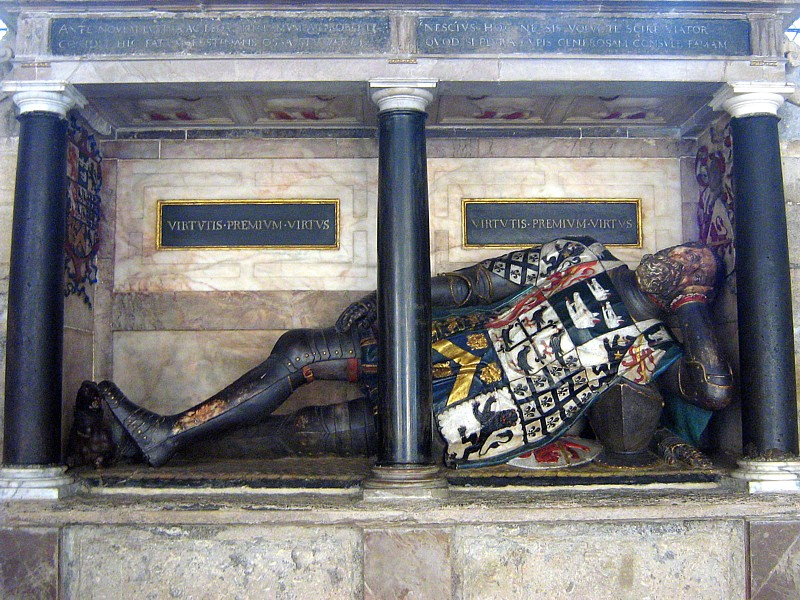
Una tomba en l'interior de la catedral.
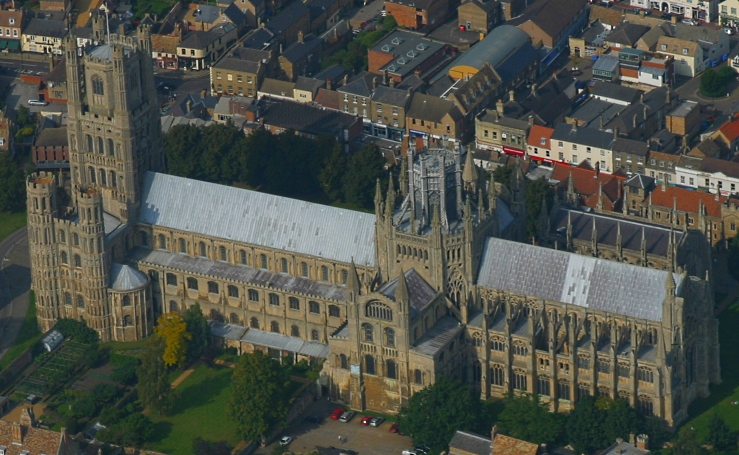
Vista aèria de la Catedral d'Ely.
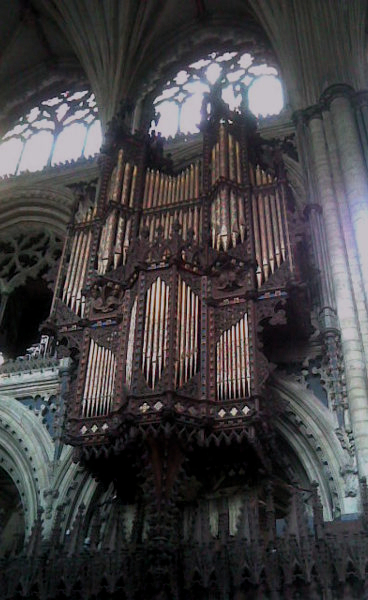
Orgue de la Catedral d'Ely.